# Терпситеа
Терпситеа (грч. Τερψιθέα) је насељено место у општини Паранести у периферији Источна Македонија и Тракија, Грчка. Према попису из 2021. године било је 17 становника.
Терпситеа је 1913. године имала 231 житеља Турчина. Године 1923. турско становништво је принудно исељено у Турску а на њихово место је насељено 44 грчких избегличких породица, којих је на попису из 1928. године било 154. Село се раније звало Караманли.